# Pieter de Zwart

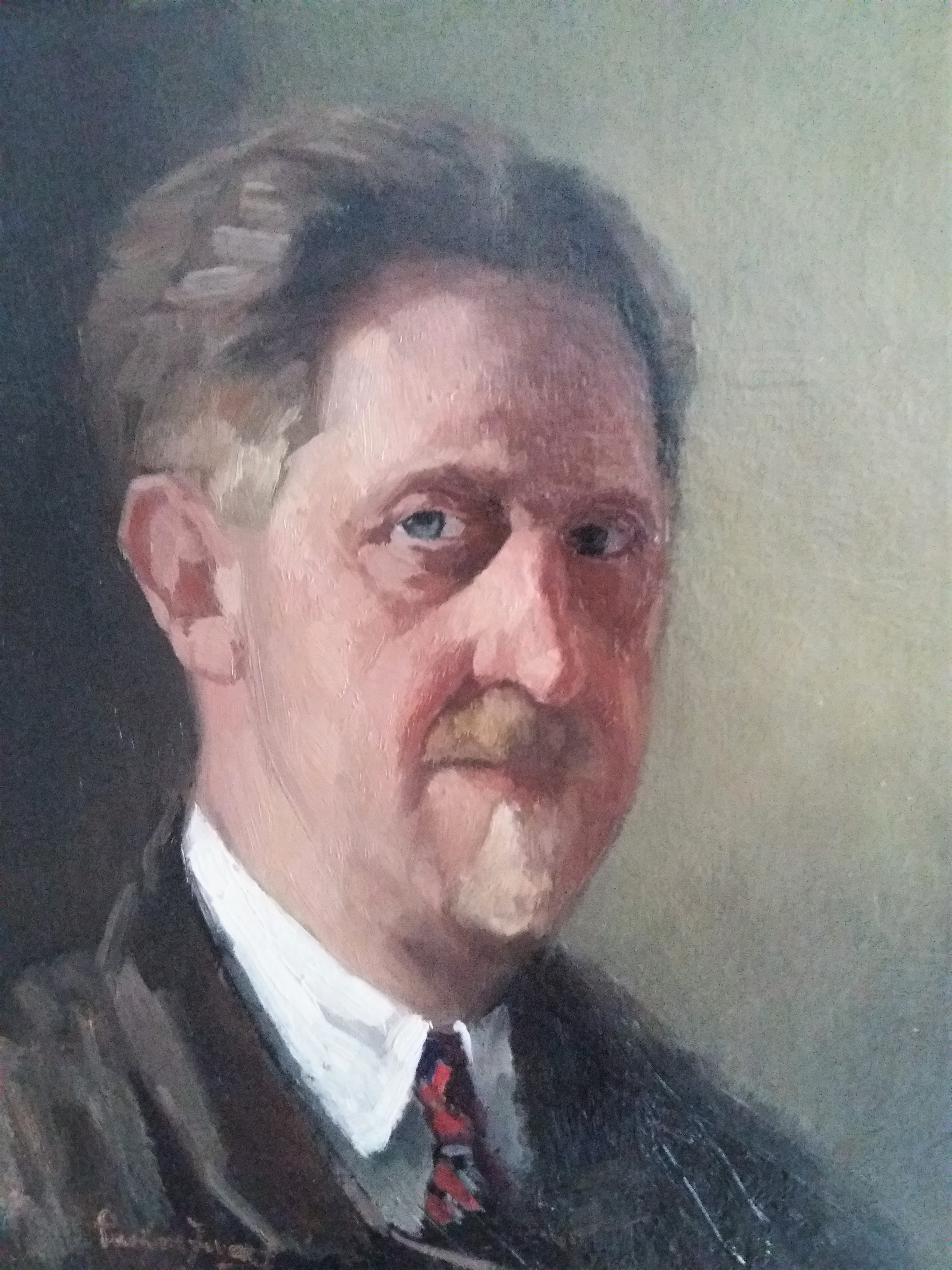
Zelfportret ca. 1918

Petrus Martinus Antonius de Zwart (Den Haag, 29 februari 1880 - Den Haag, 24 november 1967) was een Nederlands kunstschilder.
Hij was de jongere broer van de kunstschilder Willem de Zwart, (1862 - 1931). Hoewel opgeleid voor het vak van timmerman, volgde hij zijn achttien jaar oudere broer in het kunstenaarschap. Toen hem omstreeks zijn twintigste een studiebeurs werd toegekend door de mecenas en kunstverzamelaar Abraham Bredius, kon hij naar de Haagse Kunstacademie. In zijn beginjaren was zijn relatie met zijn broer complex, onder meer doordat Willem in de jaren 1906/1907 een geestelijke crisis doormaakte. Kreeg hij aldus aanvankelijk privéles van Willem naast zijn lessen op de academie, later werd hem Cornelis Koppenol, (Kees, 1865-1946) toegewezen.
In 1908 ontving hij op de academie de Vrouwe Vigelius-aanmoedigingsprijs. Na de voltooiing van zijn academiejaren was hij tot zijn overlijden in 1967 in Den Haag en omgeving actief als vrijgevestigd beeldend kunstenaar. In het najaar van 1915 liet hij zich inschrijven als lid van de Haagse Kunstkring.
Onderwerpen van Pieter de Zwart waren landschappen, stillevens en portretten. Gevormd door leermeesters die nog invloed ondergingen van de Haagse School, bleef hij schatplichtig aan het 'Haagse impressionisme'.